# Ayoun
Ayoun o El Ayoun o Elayoun (àrab: العيون, al-ʿUyūn, ‘les Fonts') és una petita ciutat de Tunísia, al nord-est de Kasserine, capital de la delegació o mutamadiyya homònima, dins de la governació de Kasserine. La ciutat té uns 5.000 habitants i la delegació 18.630.

## Administració
És el centre de la delegació o mutamadiyya homònima, amb codi geogràfic 42 58 (ISO 3166-2:TN-12), dividida en sis sectors o imades:
- El Ayoun (42 58 51)
- El Grine (42 58 52)
- El Brek (42 58 53)
- El Baouajer (42 58 54)
- Tiwicha (42 58 55)
- Aïn Esselsela (42 58 56)

Al mateix temps, des de l'11 de setembre de 2015 forma una municipalitat o baladiyya (codi geogràfic 42 21), constituïda pel decret governamental núm. 2015-1264.